# Every Beat of My Heart
Every Beat of My Heart is een nummer van de Britse zanger Rod Stewart uit 1986. Het nummer is de vierde en laatste single van zijn naar zichzelf vernoemde, veertiende studioalbum Rod Stewart. Dat album wordt ook wel Every Beat of My Heart genoemd, omdat het nummer op dat album staat.
Het nummer werd een hit in het Verenigd Koninkrijk, het Nederlandse en het Duitse taalgebied. In het Verenigd Koninkrijk haalde het nummer de 2e positie. In de Nederlandse Top 40 haalde het nummer de 8e positie, en in de Vlaamse Ultratop 50 de 3e.